# Serpents
Serpents è un EP della band gallese Neck Deep, pubblicato il 18 marzo 2016 in formato digitale. Contiene, oltre al singolo omonimo anche il precedente Can't Kick Up the Roots (entrambi provenienti dall'album Life's Not Out to Get You) e i rispettivi remix dei due brani, ad opera del cantante e bassista dei blink-182 Mark Hoppus.

## Tracce
1. Serpents (Mark Hoppus Remix) – 3:02 (Neck Deep, Tom Denney, Andrew Wade, Jeremy McKinnon)
2. Serpents – 2:45 (Neck Deep, Denney, Wade, McKinnon)
3. Can't Kick Up the Roots (Mark Hoppus Remix) – 2:36 (Neck Deep, Seb Barlow, Wade)
4. Can't Kick Up the Roots – 2:49 (Neck Deep, Barlow, Wade)

Durata totale: 11:12

## Formazione
Neck Deep
- Ben Barlow – cantante
- Lloyd Roberts – chitarra
- Fil Thorpe-Evans – basso, voce secondaria
- Matt West – chitarra
- Dani Washington – batteria

Produzione
- Mark Hoppus – remixaggio